# تانسور اینشتین

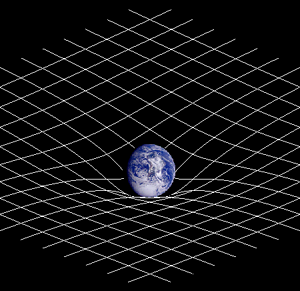
انحنای ایجاد شده در فضا-زمان به علت جرم زمین که باعث ایجاد گرانش زمین می گردد.

پس از آنکه اینشتین به فکر ارائه نظریه نسبیت عام خود بر مبنای رفع محدودیت‌های نسبیت خاص (مخصوصا ارتباط هندسی فضا و زمان) افتاد، اولین چالش پیش رویش مقوله گرانش نیوتنی بود که بیان می نمود جاذبه یک عاملی خارجی است و صرفاً بر اجرام تأثیر خواهد کرد. حال آنکه مطابق با نظریه نسبیت خصوصی جرم و انرژی دو تعریف (یا ظاهر) متفاوت از یک کمیت واحد هستند، لذا تمامی خصوصیات مربوط به جرم شامل انرژی نیز خواهد شد. پس گرانش نیز اگر بر اجرام اثر کرده و مسیر حرکت آن‌ها را منحرف می‌کند بایستی مسیر حرکت بسته‌های انرژی متحرکت (کوانتوم های نوری) را نیز منحرف نماید. این عمل به راحتی از طریق مشاهدات آرتور استنلی ادینگتون مشهود بود با این تفاوت که مقادیر نتایج این مشاهدات تقریباً دو برابر پیش‌بینی نسبیت خاص بود. لذا اینشتین متوجه محدودیت نسبیت خاص در خصوص نادیده گرفتن تغییرات در بازه زمانی شد چراکه با نسبیت خاص تنها انحنای فضایی مد نظر گرفته می‌شود. پس این ایده که اجرام ثقیل علاوه بر مکان بر زمان مجاورشان نیز تأثیر می گذارند اولین بار اینچنین به ذهن اینشتین خطور کرد. و برای توضیح ریاضیاتی آن بایستی از محاسبات تانسوری بهره بگیریم.
بدین منظور چون تانسور ریچی {\displaystyle R_{\mu \nu }\,} نماد انحناء در فضا-زمان و تانسور تکانه-انرژی {\displaystyle T_{\mu \nu }\,} نماد ماده (انرژی) در محاسبات تانسوری است بایستی رابطه خطی میان این دو بر قرار باشد، اما چون مشتق هموردا (کواریانت) {\displaystyle T_{\mu \nu }\,} صفر است:
{\displaystyle \nabla _{b}T^{ab}\,=T^{ab}{}_{;b}\,=0}
مشتق هموردای طرف دیگر تساوی نیز باید صفر باشد که برای {\displaystyle R_{\mu \nu }\,} اینچنین نیست لذا اینشتین جهت برطرف نمودن این مشکل ترکیبی از ریچی و اسکالر ریچی {\displaystyle R\,} را از طریق اتحاد بیانکی بدست آورد که مشتق کواریانت آن صفر می‌باشد و به تانسور اینشتین معتبر است:
{\displaystyle G_{\mu \nu }=R_{\mu \nu }-{1 \over 2}g_{\mu \nu }R.}
و همچنین دارای خاصیت تقارن شاخص‌ها است:
{\displaystyle G_{\mu \nu }=G_{\nu \mu }\,}
و از قانون دیورژانس نیز تبعیت می‌کند:
{\displaystyle G^{\mu \nu }{}_{;\nu }=0\,.}
و اسکالر آن نیز چنین است:
{\displaystyle \mathbf {G} =\mathbf {R} -{\frac {1}{2}}\mathbf {g} R,}
و اگر بخواهیم آن را بر حسب نمادهای کریستوفل بازنویسی کنیم:
{\displaystyle {\begin{aligned}G_{\alpha \beta }&=R_{\alpha \beta }-{\frac {1}{2}}g_{\alpha \beta }R\\&=R_{\alpha \beta }-{\frac {1}{2}}g_{\alpha \beta }g^{\gamma \zeta }R_{\gamma \zeta }\\&=(\delta _{\alpha }^{\gamma }\delta _{\beta }^{\zeta }-{\frac {1}{2}}g_{\alpha \beta }g^{\gamma \zeta })R_{\gamma \zeta }\\&=(\delta _{\alpha }^{\gamma }\delta _{\beta }^{\zeta }-{\frac {1}{2}}g_{\alpha \beta }g^{\gamma \zeta })(\Gamma _{\gamma \zeta ,\epsilon }^{\epsilon }-\Gamma _{\gamma \epsilon ,\zeta }^{\epsilon }+\Gamma _{\epsilon \sigma }^{\epsilon }\Gamma _{\gamma \zeta }^{\sigma }-\Gamma _{\zeta \sigma }^{\epsilon }\Gamma _{\epsilon \gamma }^{\sigma }),\end{aligned}}}
که در آن {\displaystyle \Gamma _{\beta \gamma }^{\alpha }} به نمادهای کریستوفل معتبر است و داریم:
{\displaystyle \Gamma _{\beta \gamma }^{\alpha }={\frac {1}{2}}g^{\alpha \epsilon }(g_{\beta \epsilon ,\gamma }+g_{\gamma \epsilon ,\beta }-g_{\beta \gamma ,\epsilon }).}